# Cephalaeschna klotsae
Cephalaeschna klotsae är en trollsländeart som beskrevs av Syoziro Asahina 1982. Cephalaeschna klotsae ingår i släktet Cephalaeschna och familjen mosaiktrollsländor. IUCN kategoriserar arten globalt som otillräckligt studerad. Inga underarter finns listade i Catalogue of Life.